# Анцолин (Виченца)
Анцолин је насеље у Италији у округу Виченца, региону Венето.
Према процени из 2011. у насељу је живело 32 становника. Насеље се налази на надморској висини од 20 м.